# Centrale nucleare della Crimea
La centrale nucleare della Crimea (in ucraino Кримська атомна електростанція?, Kryms'ka atomna elektrostancija) è una centrale nucleare accantonata, situata nei pressi della città di Ščolkine in Crimea; doveva essere composta da due reattori di tipo VVER1000 per 2.000 MW.
Nell'agosto 2022, durante il conflitto russo-ucraino, viene ipotizzato che la Centrale nucleare di Zaporižžja possa essere utilizzata per soppiantare la centrale nucleare della Crimea, accantonata, per produrre e portare elettricità alla Crimea. Per questo scopo e obiettivo militare la Russia avrebbe preso il controllo dell'impianto di Zaporižžja.